# Автопортрет с Саскией на коленях
«Автопортрет с Саскией на коленях» («Блудный сын в таверне», современное название на сайте музея «Рембрандт и Саския в образе персонажей притчи о блудном сыне») — автопортрет Рембрандта с женой Саскией, на котором они представлены героями библейской притчи о блудном сыне. Экспонируется в Дрезденской галерее (Германия).

## История
Время создания картины относится к самому счастливому периоду жизни Рембрандта, когда он добился популярности как художник, количество заказов на его картины возросло, появились ученики. Он был счастлив и в семейной жизни, и решил создать портрет своей семьи. Это единственная картина Рембрандта, на которой он изобразил себя с Саскией (есть ещё офорт «Автопортрет с Саскией», датируемый 1636 годом).
Существует версия, что первоначально на картине были и другие персонажи, но потом художник решил оставить только себя и Саскию, и холст с левой стороны был обрезан самим Рембрандтом.

## Описание
Картина иллюстрирует рассказ из Евангелия от Луки 15:13: «По прошествии немногих дней младший сын, собрав всё, пошел в дальнюю сторону и там расточил имение своё, живя распутно».
На картине Рембрандт играет роль блудного сына, расточающего «имение своё с блудницами», элегантно одетого в камзол со шпагой, шляпу с пером, высоко поднимающего хрустальный бокал с вином. На коленях у него сидит Саския, тоже в богатой одежде в роли блудницы. На столе видно блюдо с павлином, символом тщеславия.
Несмотря на веселье, изображённое на картине, Рембрандт всё же одной деталью напомнил, какое продолжение имеет библейская история. На стене видна грифельная доска — символ того, что рано или поздно за всё придётся платить.
Пигментный анализ показывает выбор Рембрандтом таких пигментов, как красная охра, ализарин и смальта, а также использование сложной техники многослойной живописи.
К теме блудного сына художник вернется год спустя в офорте «Возвращение блудного сына», и 31 год спустя — в финальной картине «Возвращение блудного сына».